# Kakuryū Rikisaburō
Kakuryū Rikisaburō (japanisch 鶴竜 力三郎; * 10. August 1985 in Süchbaatar-Aimag als Mangaljalavyn Anand, mongolisch Мангалжалавын Ананд) ist ein ehemaliger mongolischer Sumōringer in der japanischen Makuuchi-Division und der 71. Yokozuna.
Unter dem Namen Otowayama (音羽山) ist er nun Oyakata (親方).

## Beginn der Sumōkarriere
Kakuryū bestritt sein erstes Turnier im Januar 2002. Aufgrund guter Resultate feierte er im gleichen Jahr bereits sein Debüt in der vierthöchsten Division (Sandanme). Dort konnte er sich zu Beginn jedoch nicht durchsetzen und wurde 2003 zwei Mal kurzzeitig in die Jonidan-Division zurückgestuft. Im Juli 2004 blieb Kakuryū erstmals ungeschlagen und gewann sein erstes Yusho. Dies bedeutete den Aufstieg in die Makushita-Division. Nach einem misslungenen Debüt folgten sechs Kachi-koshi in Folge, wodurch Kakuryū im November 2005 in Jūryō angekommen war.

## Karriere als Sekitori
Auch sein Jūryō-Debüt beendete er mit einem deutlichen Make-koshi (5-10). Ab dem März 2006 gelang ihm aber vier Mal in Folge eine positive Bilanz von 9-6. Im November 2006 konnte er daher sein Debüt in der Makuuchi-Division geben und auch erfolgreich abschließen (8-7). Er etablierte sich daraufhin schnell in den Maegashira-Rängen. Im Januar 2008 erzielte er mit einem 11-4 sein bis dahin bestes Resultat und wurde mit dem Ginō-shō ausgezeichnet. Das Haru Basho 2009 beendete er mit einer Bilanz von 10-5, obwohl er schon an den ersten sieben Tagen fünf Niederlagen kassiert hatte. In diesem Turnier bezwang er unter anderem die Ōzeki Kaiō, Chiyotaikai und Harumafuji, den zukünftigen 70. Yokozuna, sowie die zukünftigen Ōzeki Gōeidō (damals Komusubi), Baruto (damals Sekiwake), Kotoshōgiku (damals Maegashira 2) und den zukünftigen 72. Yokozuna Kisenosato (damals ebenfalls Sekiwake). Nach dem Turnier wurde Kakuryū ein zweites Mal der Ginō-shō überreicht und erstmals in Sanyaku befördert. In den folgenden Turnieren pendelte er zwischen den oberen Maegashira- und den unteren Sanyaku-Rängen. Im Juli 2010 wurde Kakuryū aufgrund einer weiteren 11-4-Bilanz zum ersten Mal Turnierzweiter (Jun-Yusho). Danach setzte er sich endgültig in Sanyaku fest. Durch ein 12-3 im Mai 2011 gefolgt von einem 10-5 im Juli wurde er schnell zum Ōzeki-Kandidaten, konnte jedoch im folgenden Turnier nicht genügend Siege für eine Beförderung einfahren (9-6).

### Beförderung zum Ōzeki
Sowohl das Kyushu Basho 2011 als auch das Hatsu Basho 2012 beendete Sekiwake Kakuryū mit einem 10-5. Anschließend bot sich ihm seine bisher größte Chance auf ein Yusho in der Makuuchi-Division, als er im März 2012 nach 14 Turniertagen eine 13-1 Bilanz vorweisen konnte. Er verlor jedoch am letzten Tag gegen Gōeidō (damals Maegashira 6) und im Anschluss auch das Yusho-Playoff gegen Yokozuna Hakuhō, den er zuvor im Turnierverlauf noch hatte besiegen können. Nach dem Turnier wurde Kakuryū zum Ōzeki befördert. In seinen ersten Turnieren im Rang eines Ōzeki erzielte er durchaus positive Ergebnisse, konnte aber nie ins Geschehen um den Turniersieg eingreifen.

### Beförderung zum Yokozuna
Dies änderte sich im Januar 2014, als er nach einer Niederlage an Tag 1 seine restlichen 14 Kämpfe gewann. Am letzten Tag brachte er Yokozuna Hakuhō seine erste Niederlage bei und erzwang somit ein Yusho-Playoff, in welchem Kakuryū dann aber unterlag. Obwohl er das Turnier nicht gewinnen konnte, wurde seine Beförderung zum Yokozuna anschließend an die Bedingung geknüpft, das kommende Haru Basho zu gewinnen, was Kakuryū auch gelang. Mit einer erneuten 14-1 Bilanz triumphierte er im März 2014 zum ersten Mal in der Makuuchi-Division und wurde im Anschluss zum 71. Yokozuna ernannt. Sein erstes Turnier als Yokozuna beendete er lediglich mit 9-6. Anschließend verbesserten sich seine Resultate. Im November 2014 blieb Kakuryū zehn Tage ohne Niederlage. Am letzten Tag hätte er durch einen Sieg über Yokozuna Hakuhō ein weiteres Playoff um den Gesamtsieg erzwingen können, verlor jedoch den Kampf. 2015 verpasste er sowohl das Haru Basho als auch das Natsu Basho aufgrund einer Schulterverletzung.
Im Juli 2015 gab er mit einer 12-3 Bilanz ein erfolgreiches Comeback. Das Aki Basho im September 2015 gewann er im Stichkampf – beide 12-3 – gegen Ōzeki Terunofuji, der am 11. Tag schon mit einem 11-0 mit 2 Siegen mehr als Kakuryū (9-2) geführt hatte.
2016 konnte er die ersten drei Turniere mit jeweils zweistelligen Siegbilanzen abschließen, bevor er sich im Juli verletzungsbedingt nach 4 Tagen vom Nagoya Basho zurückziehen musste. Das Turnier in Fukuoka konnte er zum Jahresende gewinnen, womit er seinen 3. Turniersieg in der Makuuchi-Division (2. Sieg als Yokozuna) erzielte.
2017 war für ihn ein schwieriges Jahr. Verletzungsbedingt konnte er überhaupt nur ein Turnier vollständig bestreiten (Haru Basho/Osaka, März), das er aber mit einer ordentlichen Siegbilanz von 10-5 abschloss. Schon im Januar hatte er nach dem 10. Turniertag mit Rückenschmerzen aussetzen müssen. Im Mai setzte er nach nur 4 Wettkampftagen wegen einer Knöchelverletzung aus, im Juli bereits nach nur 3 Tagen mit einer Zehverletzung. Erste Rufe wurden laut, die ihm ein Karriereende nahelegten. Bis zum Jahresende kehrte er nicht mehr in den Ring zurück.
Nach einem schwierigen Jahr ohne einen einzigen Turniererfolg sollte 2018 Kakuryūs erfolgreichstes Jahr als Rikishi werden. Im Januar startete er mit einer 10-0-Siegesserie, bevor er vier Kämpfe in Folge verlor. Er beendete das Turnier mit einer guten 11-4-Bilanz. Das Turnier im März startete er mit einer 11-0-Serie, bevor er am zwölften Kampftag gegen Tochinoshin verlor. Die folgenden beiden Kämpfe konnte er allerdings gewinnen, so dass er bereits am vorletzten Tag den Turniersieg perfekt machen konnte. Den letzten Kampf verlor er nach einem Torinaoshi (Wiederholung) gegen Takayasu, so dass das Turnier mit einem 13-2 und dem vierten Turniersieg zu Ende ging. Auch das Sommerturnier im Mai konnte Kakuryū gewinnen, diesmal mit einem 14-1. Es war die erste erfolgreiche Titelverteidigung des 71. Yokozuna. Zum Ende des Jahres hatte Kakuryū erneut mit Verletzungssorgen zu kämpfen. Das Herbstturnier konnte noch mit einer ordentlichen 10-5-Bilanz abgeschlossen werden, im November fehlte er wie schon im Vorjahr.
Beim Neujahrsturnier 2019 konnte Kakuryū aufgrund seiner physischen Probleme nur zwei Siege erringen. In den darauffolgenden Turnieren stabilisierte sich seine Leistung mit 10 bzw. 11 Siegen. In Nagoya zeigte der Yokozuna eine starke Leistung und gewann seine ersten zwölf Kämpfe. Am 13. Tag verlor er überraschend gegen Maegashira 7 Tomokaze, am Finaltag traf Kakuryū auf seinen einzig verbliebenen Verfolger, Yokozuna Hakuhō mit zwei Niederlagen. Kakuryū entschied den Kampf für sich, verhinderte einen Stichkampf und sicherte sich seinen sechsten Turniersieg in der Makuuchi-Division.
2020 hielt seine physische Pechsträhne an und er konnte nicht das komplette Neujahrsturnier durch teilnehmen. Er trat nur in fünf von 15 Kämpfen an und gewann davon nur einen. Eine starke Leistung jedoch zeigte er im darauffolgenden Haru-Basho, wo er mit 12 Siegen und drei Niederlagen das Turnier verließ, welches von Hakuhō gewonnen wurde. Dies sollte zugleich das letzte Turnier sein, an dem er vollständig teilnahm. Der Natsu-Basho im Mai 2020 wurde infolge der COVID-19-Pandemie abgesagt, alle darauffolgenden Turniere vom nach Tokio verlegte Nagoya-Basho 2020 bis zum Haru-Basho im März 2021 fehlte Kakuryū verletzungsbedingt oder konnte die Turniere nicht zu Ende bringen.
Nach diesen fünf verpassten Turnieren reichte Kakuryū am 24. März 2021 sein Rücktrittsgesuch beim japanischen Sumoverband ein, welches diesem nachkam.

## Kampfstatistik
| Jahr | Hatsu basho, Tokyo (Januar) | Haru basho, Osaka (März) | Natsu basho, Tokyo (Mai) | Nagoya basho, Nagoya (Juli) | Aki basho, Tokyo (September) | Kyushu basho, Fukuoka (November) |
| ---- | --------------------------- | ------------------------ | ------------------------ | --------------------------- | ---------------------------- | -------------------------------- |
| 2001 |                             |                          |                          |                             |                              | Maezumo                          |
| 2002 | Jonokuchi 32 West 5-2       | Jonidan 97 West 4-3      | Jonidan 74 Ost 5-2       | Jonidan 32 West 6-1         | Sandanme 70 Ost 5-2          | Sandanme 40 West 1-6             |
| 2003 | Sandanme 76 West 2-5        | Jonidan 4 Ost 4-3        | Sandanme 87 Ost 3-4      | Jonidan 5 Ost 5-2           | Sandanme 70 West 3-4         | Sandanme 86 West 6-1             |
| 2004 | Sandanme 25 Ost 4-3         | Sandanme 13 West 4-3     | Sandanme 3 Ost 3-4       | Sandanme 17 W 7-0 Y         | Makushita 14 West 1-6        | Makushita 35 West 4-3            |
| 2005 | Makushita 27 West 4-3       | Makushita 21 West 5-2    | Makushita 12 West 4-3    | Makushita 7 West 4-3        | Makushita 5 Ost 5-2          | Juryo 14 West 5-10               |
| 2006 | Makushita 3 Ost 5-2         | Juryo 11 West 9-6        | Juryo 8 West 9-6         | Juryo 4 Ost 9-6             | Juryo 1 West 9-6             | Maegashira 8 West 8-7            |
| 2007 | Maegashira 8 Ost 6-9        | Maegashira 11 West 9-6   | Maegashira 5 West 6-9    | Maegashira 8 Ost 9-6        | Maegashira 2 West 7-8        | Maegashira 3 Ost 4-11            |
| 2008 | Maegashira 8 Ost 11-4       | Maegashira 1 West 6-9    | Maegashira 3 West 5-10   | Maegashira 7 West 8-7       | Maegashira 5 Ost 7-8         | Maegashira 6 Ost 5-6-4           |
| 2009 | Maegashira 8 West 9-6       | Maegashira 1 West 10-5   | Komusubi 1 Ost 9-6       | Sekiwake 1 Ost 5-10         | Maegashira 3 West 11-4       | Sekiwake 1 West 7-8              |
| 2010 | Komusubi 1 West 7-8         | Maegashira 1 Ost 6-9     | Maegashira 3 Ost 6-9     | Maegashira 6 Ost 11-4 J     | Komusubi 1 West 9-6          | Sekiwake 1 West 7-8              |
| 2011 | Komusubi 1 West 8-7         | abgesagt                 | Komusubi 1 Ost 12-3 J    | Sekiwake 2 West 10-5        | Sekiwake 2 Ost 9-6           | Sekiwake 1 West 10-5             |
| 2012 | Sekiwake 1 Ost 10-5         | Sekiwake 1 Ost 13-2 D    | Ozeki 3 West 8-7         | Ozeki 3 West 9-6            | Ozeki 3 West 11-4            | Ozeki 1 Ost 9-6                  |
| 2013 | Ozeki 1 West 8-7            | Ozeki 2 Ost 8-7          | Ozeki 1 West 10-5        | Ozeki 2 Ost 10-5            | Ozeki 1 West 9-6             | Ozeki 2 Ost 9-6                  |
| 2014 | Ozeki 1 West 14-1 D         | Ozeki 1 Ost 14-1 Y       | Yokozuna 2 Ost 9-6       | Yokozuna 2 Ost 11-4         | Yokozuna 1 West 11-4         | Yokozuna 1 West 12-3 J           |
| 2015 | Yokozuna 1 West 10-5        | Yokozuna 2 Ost 0-1-14    | Yokozuna 2 Ost 0-0-15    | Yokozuna 2 Ost 12-3 J       | Yokozuna 1 West 12-3 Y       | Yokozuna 1 Ost 9-6               |
| 2016 | Yokozuna 2 Ost 10-5         | Yokozuna 2 Ost 10-5      | Yokozuna 1 West 11-4     | Yokozuna 1 West 2-2-11      | Yokozuna 2 Ost 10-5          | Yokozuna 1 West 14-1 Y           |
| 2017 | Yokozuna 1 Ost 5-6-4        | Yokozuna 1 West 10-5     | Yokozuna 1 West 1-4-10   | Yokozuna 2 West 2-2-11      | Yokozuna 2 West 0-0-15       | Yokozuna 2 West 0-0-15           |
| 2018 | Yokozuna 2 Ost 11-4         | Yokozuna 1 Ost 13-2 Y    | Yokozuna 1 Ost 14-1 Y    | Yokozuna 1 Ost 3-3-9        | Yokozuna 1 Ost 10-5          | Yokozuna 1 West 0-0-15           |
| 2019 | Yokozuna 2 Ost 2-4-9        | Yokozuna 1 West 10-5     | Yokozuna 1 West 11-4     | Yokozuna 1 Ost 14-1 Y       | x                            | x                                |
| 2020 | Yokozuna 1 West 1-4-10      | Yokozuna 1 West 12-3     | abgesagt                 | Yokozuna 1 West 0-2-13      | Yokozuna 1 West x            | Yokozuna 1 West x                |
| 2021 | Yokozuna 1 West x           | Rücktritt                |                          |                             |                              |                                  |
| INFO | Grün = Turniersieg          | Rot = Rücktritt          |                          |                             |                              |                                  |

Quelle: Kampfstatistik Kakuryū auf sumodb.sumogames.de

## Kurioses
Kakuryū gewann sieben Mal den Gino-shō. Keinem anderen aktiven Rikishi gelang dies häufiger.
Sowohl im Januar als auch im März 2014 verlor Kakuryū nur gegen Maegashira Okinoumi.
2017 nahm Kakuryū an 55 Kämpfen verletzungsbedingt nicht teil. Er bestritt in diesem Jahr ganze 32 Kämpfe, von denen er nur 18 gewinnen konnte.